# كيلي مارتن
كيلي مارتن (بالإنجليزية: Kelli Martin)‏ هي مصممة أزياء أمريكية، ولدت في 15 يوليو 1980.